# 巴爾的摩科納 (馬里蘭州)
巴爾的摩科納（英語：Baltimore Corner）是位於美國馬里蘭州加羅林縣的一個非建制地區。

## 地理
巴爾的摩科納所處的海拔為高於海平面17米（即56英呎），而該地所採用的時區為UTC-5，即北美东部時區（EST）。同時該地設有夏令時間，為UTC-5調快一小時，即UTC-4（EDT）。